# Millbury (Ohio)
Millbury – wieś w Stanach Zjednoczonych, w stanie Ohio, w hrabstwie Wood.